# Hennadij Żyzdyk
Hennadij Afanasijowycz Żyzdyk (ukr. Геннадій Афанасійович Жиздик, ros. Геннадий Афанасьевич Жиздик, Giennadij Afanasjewicz Żizdik; ur. 27 stycznia 1927 w guberni kamieniec-podolskiej, Ukraińska SRR, zm. 23 grudnia 1991 w Dniepropietrowsku) – ukraiński piłkarz, grający na pozycji bramkarza, trener piłkarski.

## Kariera piłkarska
W 1942 rozpoczął karierę piłkarską w tadżyckiej drużynie Spartak Stalinabad. W 1944 poszedł na front, gdzie brał udział w operacjach wojskowych. Po zakończeniu II wojny światowej powrócił do domu. Najpierw występował w Dynamie Proskurów, a potem w Dynamie Winnica. W 1952 zakończył karierę piłkarską.

## Kariera trenerska
Po zakończenia kariery piłkarskiej rozpoczął pracę szkoleniową. W latach 1958–1969 pomagał trenować kluby Trubowyk Nikopol i Krywbas Krzywy Róg. Potem zajmował stanowisko dyrektora w klubie Sachalin Jużnosachalińsk. Od 1973 razem z trenerem Wołodymyrem Jemcem pracował w Kołosie Nikopol pełniąc funkcje prezesa i dyrektora klubu. W 1979 doprowadził klub do zwycięstwa w Drugiej Lidze i awansu do Pierwszej Ligi (2. liga). W czerwcu 1981 razem z Jemcem przeniósł się do Dnipra Dniepropetrowsk, w którym objął stanowisko dyrektora klubu. Z nim w 1983 zdobył Mistrzostwo ZSRR. W czerwcu 1988 opuścił dniepropetrowski klub, a od 1989 pracował na stanowisku prezesa i dyrektora klubu Metałurh Zaporoże. 23 grudnia 1991 zmarł w Dniepropetrowsku.

## Sukcesy i odznaczenia

### Sukcesy trenerskie
- mistrz ZSRR: 1983
- brązowy medalista Mistrzostw ZSRR: 1984, 1985
- mistrz Drugiej ligi ZSRR: 1979
- zdobywca Pucharu "Złoty Kłos": 1974, 1975

### Odznaczenia
- nagrodzony tytułem Zasłużonego Trenera Ukraińskiej SRR: 1980
- nagrodzony tytułem Zasłużonego Pracownika Kultury Fizycznej Ukraińskiej SRR: 1986
- nagrodzony orderem Wojny Ojczyźnianej I stopnia, orderem Czerwonej Gwiazdy oraz medalami wojskowymi.